# Чашушулі

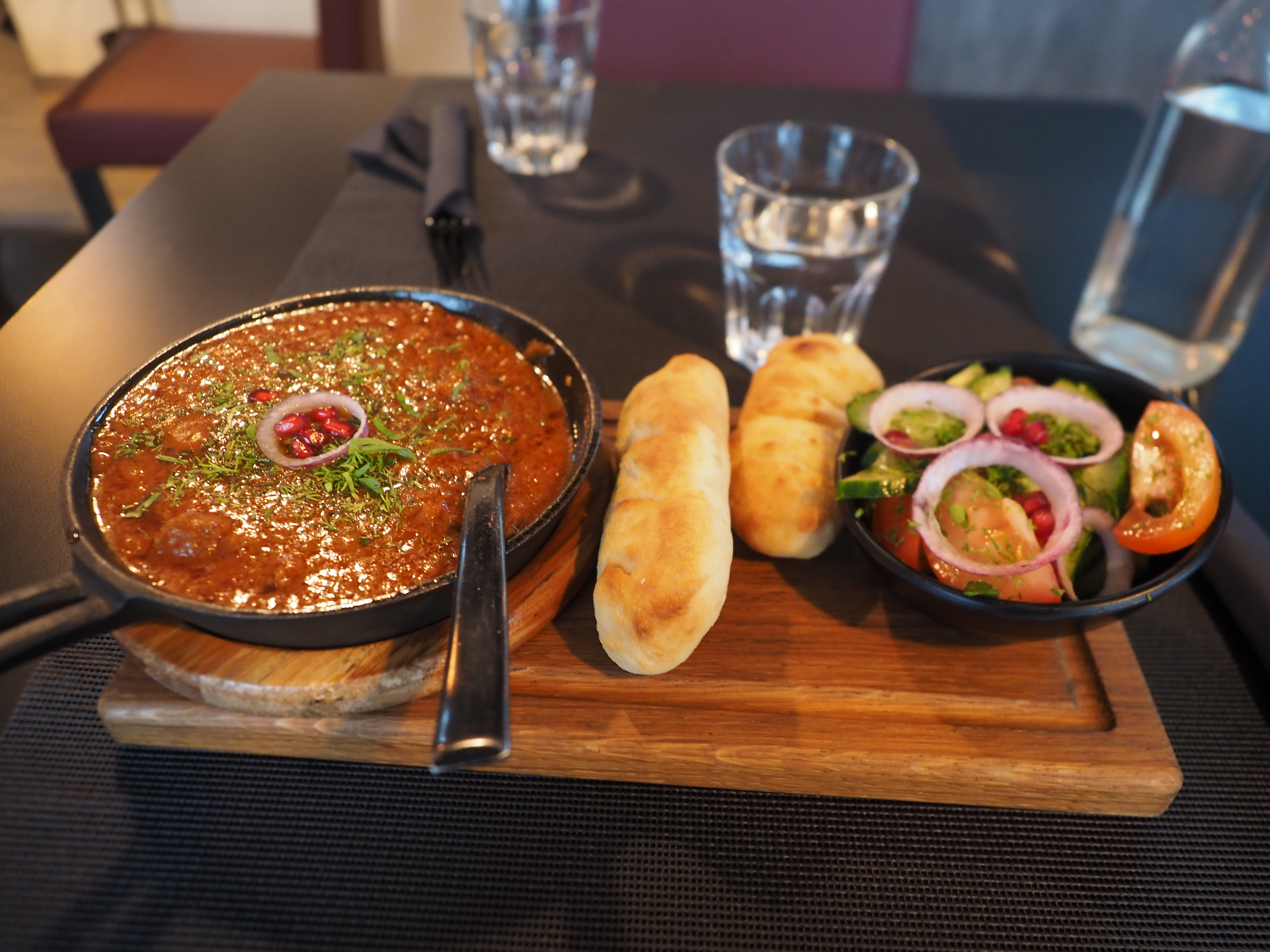
Чашушулі у Еспоо, Фінляндія

Чашушулі (груз. ჩაშუშული  — «тушковане») — страва грузинської кухні. М'ясо (в оригінальному рецепті — телятина) обсмажується, а потім тушкується з помідорами. Одна з основних м'ясних страв грузинської кухні, вона менш відома за межами Грузії, ніж, наприклад, сациві або чахохбілі.

## Інгредієнти
Основними інгредієнтами страви є м'ясо (у класичному рецепті — телятина, але все частіше використовується яловичина; значно рідше — баранина) і помідори (або томатна паста). Солодкий перець також використовується в ряді рецептів, часто поєднання жовтого і зеленого перцю. Серед необхідних компонентів — цибуля і часник. Крім традиційної солі і чорного перцю, як приправу можна використовувати аджику, хмелі-сунелі, петрушку, кріп, кінзу, мелений коріандр та мелений гострий червоний перець.

## Приготування
М'ясо нарізають невеликими шматочками та обсмажують на сильному вогні в глибокій сковороді або сотейнику (або в казані за класичним рецептом). Після випаровування рідини в м'ясі додається нарізана кубиками цибуля. Коли цибуля стане м'якою, додають гарячу кип'ячену воду і починають тушкувати страву на повільному вогні; вода додається за потреби.
Коли м'ясо майже готове, до нього додають очищені від шкірки помідори (свіжі або у власному соку) і томатну пасту, приправи, а незадовго до подавання дрібно нарізану зелень.
Подається на кеці без гарніру; з лавашем і білим вином.